# رود رازدولنایا
رود رازدولنایا (انگلیسی: Razdolnaya) یک رودخانه در سرزمین پریمورسکی کشور روسیه است.